# 相马氏折唇兰
相马氏折唇兰（学名：Tropidia somae）为兰科折唇兰属下的一个种。

## 扩展阅读
- 维基共享资源上的相關多媒體資源：相马氏折唇兰
- 維基物種上的相關：相马氏折唇兰